# Schlacht an der Neretva
Die Schlacht an der Neretva (serbokroatisch Bitka na Neretvi / Битка на Неретви) war eine der größten Schlachten des jugoslawischen Kriegsschauplatzes des Zweiten Weltkriegs. Da der Operation von deutscher Seite der Deckname Weiß gegeben wurde, ist die Schlacht an der Neretva auch als Operation Weiß, als Fall Weiß, als Unternehmen Weiß oder als Operationszyklus Weiß bekannt. Letzterer Name bezieht sich darauf, dass zwei voneinander separate Operationen, „Weiß I“ und Weiß II, aufeinanderfolgend durchgeführt wurden.
Zu Beginn des Jahres 1943 befürchteten die Achsenmächte eine Invasion der Alliierten auf dem Balkan. Vor diesem Hintergrund sollten die jugoslawischen Partisanen möglichst vollständig vernichtet werden, insbesondere auch das Oberkommando der Partisanenbewegung, das Zentralkomitee der Kommunistischen Partei Jugoslawiens. Ferner war geplant, das Hauptlazarett der Partisanen zu zerstören. Der Beginn der Offensive wurde für den 20. Januar 1943 angesetzt und konzentrierte sich auf das Gebiet Bosnien-Herzegowinas. Sie wurde nach dem nahegelegenen Fluss Neretva benannt. Die Operation endete am 15. März.
Im jugoslawischen Sprachgebrauch war für die Schlacht an der Neretva die Bezeichnung „vierte feindliche Offensive“ (serbokroatisch Četvrta neprijateljska ofenziva) gebräuchlich. Auch die Bezeichnung der Schlacht für die Verwundeten (serbokroatisch Bitka za ranjenike) wurde wiederholt genutzt.

## Hintergrund
Am 4. November 1942 hatten die Partisanen die Stadt Bihać erobert und als Zentrum ihrer Republik Bihać zur Hauptstadt ihrer Bewegung gemacht. Hier trat Ende November 1942 erstmals der Antifaschistische Rat der Nationalen Befreiung Jugoslawiens zusammen.
Mehrere Faktoren spielten bei der Entwicklung von Weiß eine Rolle: Das deutsch-italienische Verhältnis in Jugoslawien war vor dem Hintergrund der schrittweisen Rückzüge der italienischen 2. Armee sowie der engen Kollaboration der Italiener mit den serbisch-nationalistischen Tschetniks angespannt. Die Tschetniks waren mit dem mit Deutschland und Italien verbündeten Unabhängigen Staat Kroatien tief verfeindet und nutzten italienische Waffenlieferungen, um gegen die Kroaten und vereinzelt gegen die Deutschen zu kämpfen, weshalb die deutschen Truppenführer seit langem eine Entwaffnung der Tschetniks anstrebten. Im Vorjahr hatte das Unternehmen Trio (Frühling 1942) der Deutschen, Italiener und Kroaten zumindest Teilerfolge gebracht, wodurch sich eine Wiederholung anzubieten schien.

## Vorbereitungen

### Achsenmächte
Erste Absprachen zwischen den Deutschen und Italienern bezüglich Weiß wurden beim Besuch des italienischen Außenministers Galeazzo Ciano im Führerhauptquartier vom 18. bis zum 20. Dezember 1942 getroffen. Militärische Planungen folgten in Gesprächen zwischen dem deutschen Oberbefehlshaber Südost Alexander Löhr und dem italienischen Armeebefehlshaber der 2. Armee Mario Roatta am 3./4. Januar 1943 in der italienischen Hauptstadt Rom.
Das Angriffskonzept für Weiß bestand im Originalkonzept aus drei Phasen: „Weiß I“, Weiß II, Weiß III. Die Truppen der Achsenmächte sollten sukzessive in die Partisanrepublik Bihać eindringen und dabei die Truppen der Volksbefreiungsarmee zerschlagen. Weiß I sollte hierbei das Gebiet westlich der Una ins Visier nehmen und dabei Teile Westbosniens in einer Zangenbewegung erobern, Weiß II als Nachfolgeoperation in das Gebiet Bosanski Petrovac–Livno–Donji Vakuf–Ključ eindringen und schließlich Weiß III die Eroberung der Herzegowina ermöglichen. An Weiß III sollte sich handstreichmäßig die Entwaffnung der mit Italien verbündeten Tschetnik-Verbände in der Herzegowina anschließen.
Am 16. Dezember 1942 erließ die Wehrmachtsführung in Jugoslawien einen am Kriegsgerichtsbarkeitserlass von 1941 orientierten präventiven Amnestiebefehl, der deutsche Soldaten von allen Kriegsverbrechen freisprach, die sie während der Schlacht begehen könnten. Die Kriegführung war ausdrücklich mit „allerbrutalsten Mitteln“ zu führen.
Die Ablösung von Ugo Cavallero als italienischem Generalstabschef durch Vittorio Ambrosio am 30. Januar 1943 bedrohte sofort die Absprachen der gerade angelaufenen Operation, da sich Ambrosio von allen Versprechungen freisprach, die Cavallero gemacht hatte. Dies betraf insbesondere die Entwaffnung der mit Italien verbündeten Tschetnik-Verbände, die für die Deutschen ein unerlässlicher Teil von Weiß III sein sollte.

### Volksbefreiungsarmee
Die Truppen der jugoslawischen Volksbefreiungsarmee erhielten etwa um den 10. Januar herum Kenntnis von den gegen sie laufenden Angriffsvorbereitungen. In der folgenden Woche bauten sie Straßensperren auf und zerstörten Brücken, um den Vormarsch der Achsenmächte zu verlangsamen.

## Operationsgeschichte

### Weiß I

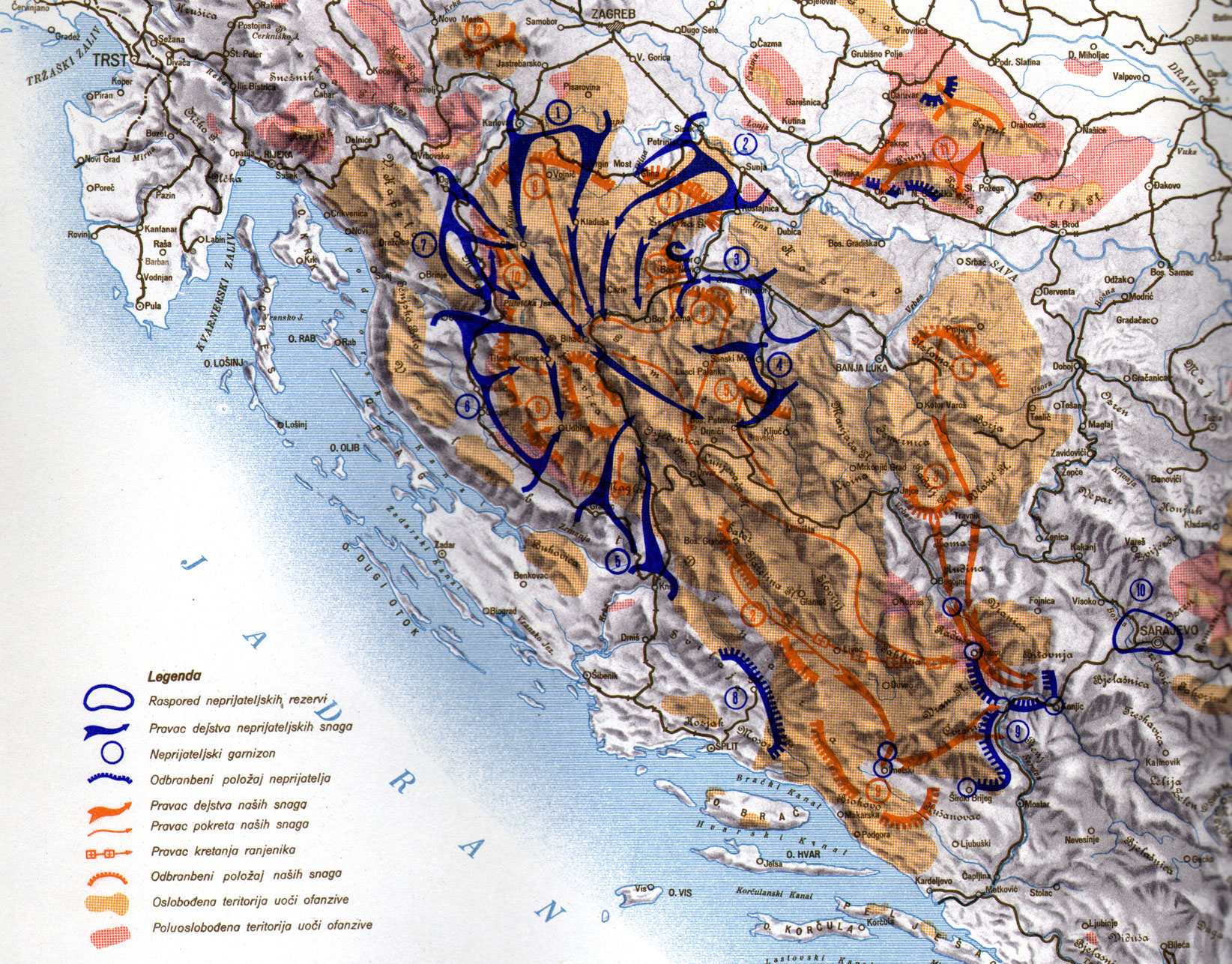
Weiß I

„Weiß I“ begann am 20. Januar 1943. Den ersten Angriffsstoß führten die 7. SS-Freiwilligen-Gebirgs-Division „Prinz Eugen“ und die 717. Infanterie-Division. Die Division Prinz Eugen rückte von Karlovac und die 717. Infanterie-Division von Banja Luka aus vor, bis die beiden Divisionen bei Ključ aufeinandertrafen. Von Norden rückte über Prijedor die 369. (kroatische) Infanterie-Division vor, womit die Wehrmacht erstmals eine der aus Kroaten aufgestellten Legionsdivisionen in einer größeren Operation im Kampf einsetzte. Drei italienische Divisionen beteiligten sich mit Kampfgruppen in Regimentsstärke, wobei die Kampfgruppe der Division „Lombardia“ von Ogulin in Richtung Slunj, die Kampfgruppe der Division „Re“ von Gospić in Richtung Bosanski Petrovac, und die Kampfgruppe der Division „Sassari“ von Gračac in Richtung Drvar vorstieß. Es war nach Truppenstärke der größte Aufmarsch der Achsenmächte in Jugoslawien seit April 1941.
In den folgenden Wochen entbrannten die heftigsten Gefechte seit Kriegsbeginn, bei denen die Tito-Partisanen trotz einer Typhusepidemie mindestens 25.000 Truppen aufbringen konnten. Den Partisanen gelangen lokale Gegenangriffe, sodass ein Bataillon der 717. Infanterie-Division drei Tage lang eingekesselt war und aus der Luft versorgt werden musste, bis es am 31. Januar von Truppen der 714. Infanterie-Division entsetzt wurde. Die Partisanen gaben langsam Raum, infiltrierten mit versprengten Gruppen aber wiederholt die Gebiete, die von den Achsenmächten nur Tage oder sogar weniger Stunden zuvor durchkämmt worden waren. Lediglich die 4. Krajina-Stoßdivision erlitt während der letzten Tage von „Weiß I“ schwerste Verluste, die den Fortbestand des Verbands in Frage stellten.
Zwischen dem 23. und 28. Januar kam es zu schweren Gefechten zwischen der Volksbefreiungsarmee und den Tschetniks von Momčilo Đujić, die den Italienern mit etwa 2000 Kämpfern zur Seite standen. Hierbei erlitten die Tschetniks eine schwere Niederlage.
Mitte Februar kam es bei Kulen Vakuf zu schweren Gefechten zwischen der Kampfgruppe der Division Sassari und Verbänden der Volksbefreiungsarmee. Hierbei erlitten die Italiener mindestens 159 Gefallene und 650 Verwundete.
„Weiß I“ wurde am 15. Februar abgeschlossen.

### Zwischenzeit
Am 16. Februar richtete Adolf Hitler ein dringendes persönliches Schreiben an Benito Mussolini, in dem er erneut auf die Entwaffnung und Auflösung der italienfreundlichen Tschetniks in Jugoslawien drängte. Zwischen dem 25. und 28. Februar reisten Reichsaußenminister Joachim von Ribbentrop und der stellvertretende Wehrmachtsführungsstabschef Walter Warlimont nach Rom, um weitere Unstimmigkeiten zwischen Deutschland und Italien zu klären. In den Gesprächen mit italienischen Truppenführern behauptete Ribbentrop mit Nachdruck, dass alle Tschetniks in Wirklichkeit unter dem Kommando von Draža Mihailović stünden, der mit den Alliierten kooperierte. Mussolini erklärte sich zwar prinzipiell bereit, einer Entwaffnung der Tschetniks zuzustimmen, wollte diesen Schritt aber bis zum finalen Sieg über die kommunistische Volksbefreiungsarmee hinauszögern.

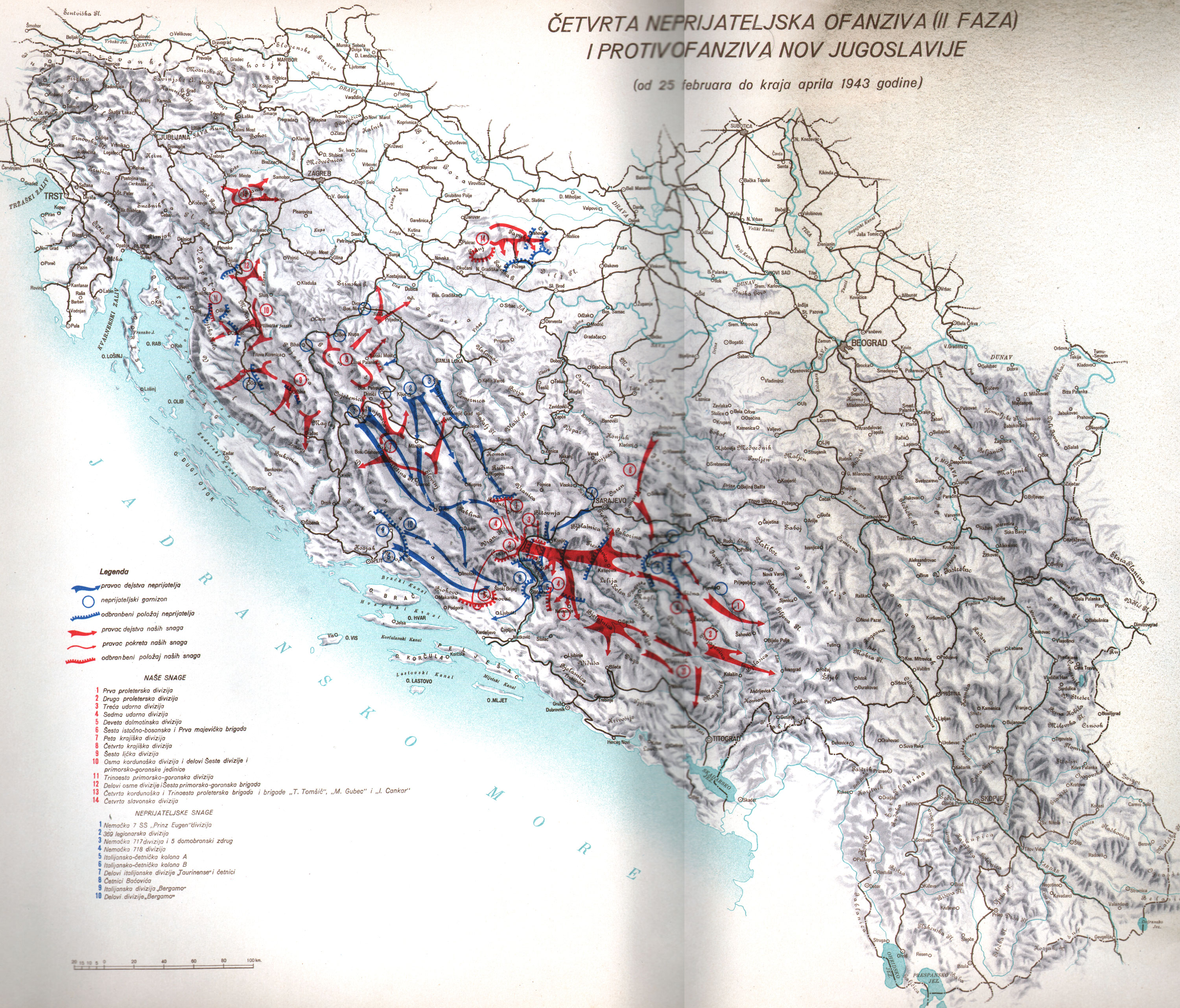
Weiß II

Die ursprüngliche Planung für Weiß II wurde durch Gegenbewegungen der Volksbefreiungsarmee hinfällig, da die deutschen Truppenführer am 13. Februar einen Angriff auf das Bauxitgebit westlich der Stadt Mostar zu erkennen glaubten. Daraufhin wurde die für Weiß II vorgesehene 718. Infanterie-Division kurzerhand in zwei Kampfgruppen (Kampfgruppe Vogel, Kampfgruppe Annacker) geteilt, die in Richtung Mostar geschickt wurden. Zwischenzeitlich hatten die beiden Verbände der Volksbefreiungsarmee, die 2. Division und die 9. Division, den Vorstoß in Richtung Mostar abgebrochen und waren zum Rest der Hauptgruppe mit der 1. Division, 3. Division und 7. Division zurückgekehrt.
Indes setzte die Hauptgruppe ihren Marsch nach Südosten fort, da Tito einen Angriff auf die Tschetnik-Hochburg in Montenegro plante. Am 17. Februar nahmen die 1., 3. und 7. Division die Ortschaft Prozor ein, die von der italienischen Armee zur Festung ausgebaut worden war und deren Verteidiger zur 154. Infanteriedivision „Murge“ gehörten. Der Verlust von Prozor war die bis dahin schwerste Niederlage der italienischen Armee in Jugoslawien.
Am 17. Februar entschied der Tschetnik-Führer Mihailović vor dem Hintergrund der jüngsten Niederlagen der Tschetniks und der Italiener, einen massiven Aufmarsch von mindestens 20.000 Tschetnik-Kämpfern entlang des Flusses Neretva durchzuführen. Es versammelten sich bis Ende Februar die Abteilungen des herzegowinischen Tschetnik-Führers Dobroslav Jevđević ebenso wie die montenegrinischen Truppen unter Pavle Đurišić und Bajo Stanišić. Die Sammlung der Tschetniks erregte zunächst das Misstrauen der Wehrmacht, doch die Deutschen waren zuletzt gezwungen, die Anwesenheit der Freischärler zu akzeptieren. Die Đurišić-Tschetniks begingen brutale Massaker an der lokalen muslimischen Bevölkerung. Wo solches Vorgehen im Jahr 1942 noch von den Italienern gestoppt worden wäre, sah sich die italienische Armee diesmal als zu schwach, um den verbündeten Tschetniks mit Nachdruck zu begegnen.
Die Partisanen versuchten jetzt, weitere italienische Garnisonen im Neretvabogen zu erobern, um den eigenen Verbänden und insbesondere den eigenen Feldlazaretten eine Übergangsstelle über den Fluss zu sichern. Am 23. Februar überrannten die Truppen der 2. Proletarischen Division etwa 700 italienische Verteidiger in Jablanica. Gleichzeitig griff die 1. Proletarische Division eine italienische Garnison bei Konjic an, die Unterstützung von der deutschen Kampfgruppe Annacker der 718. Division erhielt. Die 1. Proletarische Division wurde schließlich zurückgeworfen und brach den Angriff ab. Bereits seit dem 20. Februar bildeten Partisanenvorhuten auf dem linken Ufer der Neretva einen Brückenkopf, um die Flussüberquerung zu erleichtern. Dadurch hatten sich Titos Truppen der ursprünglich geplanten Umzingelung der Operation „Weiß II“ von vornherein entzogen.
Rudolf Lüters fragte deshalb am 23. Februar bei Löhr den Abbruch der Operation an, was Löhr aber ablehnte. Stattdessen sollte der Plan angepasst werden. Die 717. Infanterie-Division erhielt jetzt Anweisung, nach dem Erreichen von Gornji Vakuf scharf ostwärts einzudrehen und den Anschluss an die rechte Flanke der Kampfgruppe Vogel der 718. Division zu suchen. Die Marschrouten der Divisionen 369 und „Prinz Eugen“ blieben weitgehend unverändert, aber die Auskämmung des durchschrittenen Gebiets wurde aufgrund der Partisanenbewegungen vernachlässigt.

### Weiß II
„Weiß II“ begann am 25. Februar. Am 27. Februar fand die 717. Infanterie-Division Anschluss an die rechte Flanke der Kampfgruppe Vogel, wodurch ein Teil der Partisanen nördlich der Neretva-Linie eingekesselt werden konnte. Daraufhin begannen die Partisanen in hohem Tempo, die Neretva zu überschreiten, um den Kampfgruppen der 718. Infanterie-Division aus Norden sowie den sich aus Westnordwest nähernden drei Divisionen 369, 717 und „Prinz Eugen“ zu entkommen.
Zwischenzeitlich waren die militärischen Führer der Achsenmächte mit gegenseitigen Machtkämpfen beschäftigt, die sie von der Operationsführung ablenkten. Bereits am 23. Februar hatte das italienische VI. Armeekorps versucht, alle deutschen und kroatischen Verbände in seinem Gebiet unter seinen Oberbefehl zu stellen, was von den Deutschen und Kroaten abgelehnt worden war. Diese Forderung wurde, mehrere Kommandoebenen höher, von Ambrosio an Warlimont gerichtet am 26. Februar wiederholt. Außerdem forderte Ambrosio die Beschränkung der deutschen Truppenbewegungen im italienischen Machtbereich, was aber durch die Partisanenbewegungen an der Neretva und der daraus resultierenden Verlagerung des Schwerpunkts nach Südosten aus Sicht der Wehrmacht unmöglich war. Ambrosio ignoriert Warlimonts Ablehnung und schickte eine gezielte Falschmeldung über die 2. Armee an den Oberbefehlshaber Südost, dass das OKW dem Vorschlag zugestimmt habe. Diese Meldung blieb für die Befehlsstruktur folgenlos, aber die Verwirrung kostete Deutsche und Italiener wertvolle Zeit. Die Division „Prinz Eugen“ hatte indes auf dem Schlachtfeld mit der Mehrbelastung fertigzuwerden, dass italienische Verstärkungen zuerst zugesagt und dann innerhalb von Stunden widerrufen wurden, was das Vorgehen deutscher Verbände während des Unternehmens behinderte.
Am 1. März erging eine Weisung über die Weiterführung der Operationen, in der das Bauxitgebiet von Mostar wieder in den Hintergrund rückte und wiederum der Kesselbildung um Titos Hauptmacht die Priorität eingeräumt wurde. In der Zwischenzeit hatten besonders die Italiener mehrere örtliche Niederlagen erlitten, welche die Bildung des Kessels stark behinderten. Zwischen Livno und Mostar befand sich eine Frontlücke, welche die Partisanen zur Flucht hätten nutzen können. Jedoch hatte Tito bereits am 28. Februar einen Befehl erteilt, die bereits am Ostufer der Neretva stehenden Truppen über den Fluss zurückzunehmen und überdies fünf Brücken – und damit fünf mögliche Abmarschwege – zu sprengen. Dieser schwere taktische Fehler verlängerte das Gefecht zuungunsten der Partisanen, denen sich aus allen Richtungen feindliche Verbände näherten.

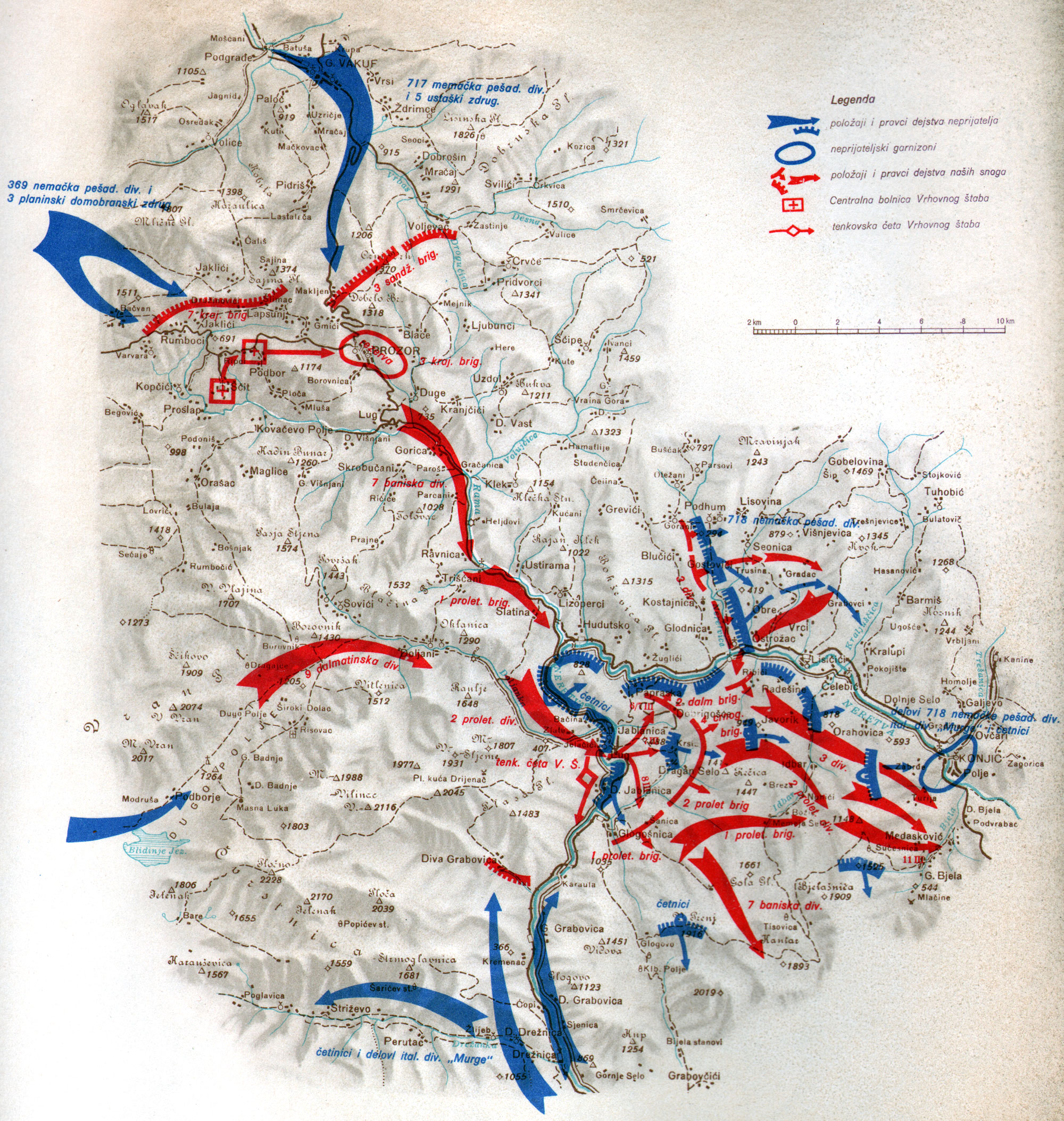
Der Abmarsch der Volksbefreiungsarmee über die Neretva

Die Volksbefreiungsarmee hatte das Glück, dass die Verbände der Achsenmächte weiterhin schlecht koordiniert und wegen der deutschen Fixierung auf das Bauxitgebiet schlecht aufgestellt waren. Die kampfstarke Division Prinz Eugen musste einen Großteil ihres Personals und Materials auf die Sicherung des Bauxitgebiets verwenden, obwohl hier überhaupt kein Fokus der Partisanen lag. Die 369. Infanterie-Division hatte erst am 3. März Livno eingenommen und brauchte danach noch Zeit für ihren Vorstoß ins eigentliche Kampfgebiet. Zwischen dem 2. und dem 4. März erlitten die 717. Infanterie-Division sowie die Kampfgruppe Vogel der 718. Infanterie-Division westlich von Prozor schwere Verluste bei einem Gegenangriff durch vier Brigaden der Partisanen. Darüber hinaus wurden vereinzelte deutsche Bataillone verschiedener Regimenter abgeschnitten und mussten ab dem 7. März sukzessive von der das Schlachtfeld betretenden 369. Infanterie-Division entsetzt werden. Am 6./7. März nahmen die Partisanen im Handstreich einen neuen Flussübergang bei Jablanica, den sie zur Flucht nutzen konnten. Die fünf Divisionen der Hauptmacht der Volksbefreiungsarmee (1., 2., 3., 7., 9.) überquerten in den Folgetagen die Neretva.

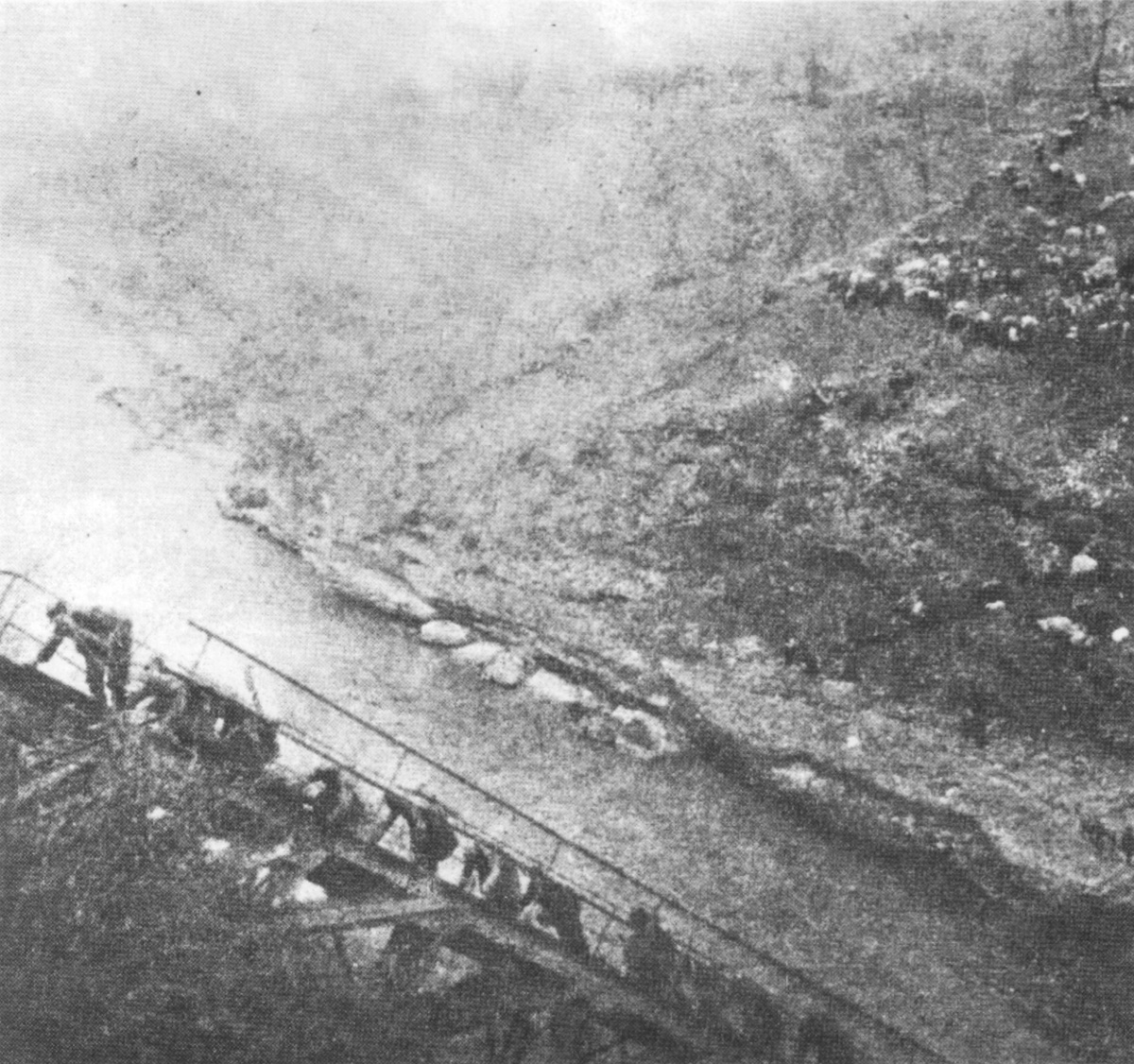
Partisanen erklimmen die Überreste der Neretva-Brücke

Zwischen dem 7. und 15. März überquerte die Volksbefreiungsarmee letztlich doch die Neretva, wobei sie gewaltige Verluste hinnehmen musste. Die Evakuierungsmaßnahmen gerieten unter starken Druck, da sich die Kampfgruppe Annacker bis auf wenige Kilometer an die Brücke herankämpfte. In der jugoslawischen Nachkriegshistoriographie wurde die Verzögerung des Rückzugs entweder ignoriert oder als geniale Finte zur Verschleierung der Rückzugspläne deklariert, der darüber hinaus die Vereinigung von Deutschen und Tschetniks verhindern sollte. Stattdessen ist viel wahrscheinlicher, dass Tito sich zum Zeitpunkt des Befehls der Brückensprengungen noch auf die baldige Eroberung von Konjic verlassen hatte, die dann aber zurückgeschlagen wurde. Konjic hätte den Abtransport der vielen Kranken und Verwundeten wesentlich erleichtert und wäre als Abmarschroute ideal gewesen.
„Weiß II“ endete am 15. März.

### Weiß III
Die ursprünglich geplante Teiloperation „Weiß III“ wurde nicht ausgeführt, am 8. Februar auf italienischen Wunsch abgesagt und stattdessen in die Operation „Schwarz“ (ab Mai 1943) überführt.

## Nachspiel

### Bilanz
Zum Ende der Operationen „Weiß I“ und „Weiß II“ meldete der Stab des Oberbefehlshabers Südost 11.915 Feindtote, aber an Beutewaffen nur 47 MGs und 589 Gewehre. Einerseits lässt sich die Dissonanz durch die engeren Verbände der Volksbefreiungsarmee erklären, welche die Waffen der Gefallenen besser bergen konnten, andererseits aber auch durch eine Eskalation der Deutschen auf dem Bereich der massenhaften Erschießungen unbewaffneter Personen. Die deutschen Verbände hatte mit der Offensive des Winters 1942/43 die Entspannungsphase des Sommers 1942 definitiv hinter sich gelassen und waren zu massiven Racheaktionen übergegangen, die sie anders als im vorherigen Jahr auch nicht mehr bürokratisch mit den Ustascha besprachen. Besonders brutal ging hierbei die 7. SS-Division „Prinz Eugen“ vor, die sich bereits Ende 1942 in Serbien durch Gewaltexzesse hervorgetan hatte, aber Anfang 1943 im NDH-Staat das Maß an Kriegsverbrechen auch der anderen deutschen Divisionen übertraf. Sowohl die Division „Prinz Eugen“ als auch die aus kroatischen Legionären aufgebaute 369. Infanterie-Division hatten sich an der Neretva aus Sicht der deutschen Befehlshaber zufriedenstellend geschlagen, weshalb ihnen in den kommenden Monaten wiederholt wichtige Aufträge erteilt wurden.
Die Einrichtung des temporären Fliegerführers Weiß zur Verbesserung der Luftunterstützung hatte sich auch als erfolgreich erwiesen, weshalb das Provisorium zum 1. April 1943 in die permanente Dienststelle Fliegerführer Kroatien unter Wolfgang von Chamier-Glisczinski überführt wurde. Verworfen wurde hingegen das kurzlebige Projekt, die von deutschen Truppen eroberten NDH-Gebiete durch eine ‚kroatische Gendarmerie‘ aus volksdeutschen Polizisten unter der Aufsicht von SS-Brigadeführer Konstantin Kammerhofer zu sichern. Die Gendarmerie wurde bis Anfang September 1943 an die Nebenfront nördlich der Front verlegt und nahm im Rest des Krieges keine wichtige Rolle mehr ein.
Obwohl die Achsenmächte den Partisanen mehrere schwere taktische Niederlagen zugefügt hatten, hatte sie ihr kurzfristiges operatives Ziel, die Verbände der Volksbefreiungsarmee zu vernichten, wiederum verfehlt. Mittel- bis langfristig sollte auch das Scheitern des NDH-Staats dazukommen, in den von den Partisanen geräumten Gebieten die eigene Staatsautorität wiederherzustellen. Die KPJ war mittlerweile in den mehrheitlich serbischen Gebieten Kroatiens und Bosniens derart legitimiert, dass es versprengten Gruppen der Partisanen noch während der Neretva-Schlacht möglich war, durch die Linien der Achsenmächte zu sickern und in deren rückwärtigem Gebiet sofort mit dem Wiederaufbau ihrer Stützpunkte zu beginnen. Bereits am 16. März, dem Tag nach dem Abschluss von „Weiß II“, meldete der Befehlshaber der deutschen Truppen in Kroatien Lüters, dass die während „Weiß I“ von den Achsenmächten eroberten Gebiete mittlerweile wieder mehrere Partisanengruppen in Bataillonsstärke enthielten.
Aus italienischer Sicht bekräftige der Zyklus „Weiß“ wiederum die Absicht, den Krieg im NDH-Staat mittel- bis langfristig zu ‚kroatisieren‘ und den Ustascha zu überlassen. Nachdem die Italiener in den Jahren 1941/42 die Präsenz der Kroaten südlich der Demarkationslinie hatten beschränken wollen, forderte Gian Carlo Re jetzt nicht weniger als 20 Bataillone, die den Teil der Zone II verteidigen sollten, aus dem die Italiener sich zurückziehen wollten. Gleichzeitig forderte Re aber von den Deutschen, die Kroaten davon abzuhalten, die italienisch-kroatischen Verträge vom 18. Mai 1941 zu brechen. Der Operationszyklus „Weiß“ hatte also trotz der Erfolge der Achsenmächte nicht dazu beigetragen, das Verhältnis der Deutschen und der Italiener zu verbessern.

### Angriffe der Italiener und Tschetniks
Während die Deutschen von einer Verfolgung der Volksbefreiungsarmee nach dem Operationszyklus „Weiß“ abgesehen hatten, setzten Italiener und Tschetniks zu Vorstößen an. Jedoch setzte sich hierbei die Serie von Rückschlägen der italienische Armee fort; drei Bataillone der Division „Taurinense“ erlitten nach dem Übertritt von Titos Kerntruppe über den Fluss Drina empfindliche Verluste und zogen sich bis zum 11. April nach Pljevlja zurück. Die Partisanen setzten daraufhin zum Monatsende zum Angriff nach Montenegro an. Nachdem die Volksbefreiungsarmee die Abwehrversuche der Division „Taurinense“ abgewiesen hatte, stellte sich ihr bei Nikšić in Westmontenegro ein Bataillon der Division „Ferrara“ entgegen, welches daraufhin von den Partisanen fast völlig vernichtet wurde. Daraufhin setzten die Partisanen den Marsch nach Podgorica fort, wo die Italiener sie in mehrtägigen Gefechten (14. bis 18. Mai) stoppen konnten. Dieser Sieg bei Podgorica war der erste größere taktische Erfolg der italienischen Armee seit Beginn der Niederlagenserie, die am 17. Februar bei Prozor begonnen hatte. Tito wollte als Nächstes die Kolašin und Berane, die Hochburgen des Tschetnik-Führers Đurišić angreifen. Da aber die deutsche 1. Gebirgsdivision am 14. Mai in Kolašin einmarschierte, wurde dieser Vorstoß hinfällig.

### Operation Schwarz
Als nächste Großoperationen gegen die Partisanenbewegung führte die deutsche Wehrmacht die Operation „Schwarz“ (ab Mai 1943) aus. Anders als bei „Weiß“ war bei „Schwarz“ jedoch erstmals seit 1941 wieder ein größerer Angriff auf die Tschetniks vorgesehen.

## Beteiligte Verbände
Die Deutschen steuerten die 7. SS-Freiwilligen-Gebirgs-Division „Prinz Eugen“, die 369. (kroatische) Infanterie-Division, die 714. Infanterie-Division und die 717. Infanterie-Division bei. Die ursprünglich für Weiß II vorgesehene 718. Infanterie-Division wurde in die Kampfgruppen Annacker und Vogel geteilt, die separat an den Kampfhandlungen von Weiß II teilnahmen.
Italien steuerte für „Weiß I“ die 12. Infanteriedivision „Sassari“, die 13. Infanteriedivision „Re“ und die 57. Infanteriedivision „Lombardia“ bei. Bei Weiß II war zusätzlich die 154. Infanteriedivision „Murge“ beteiligt.
Die herzegowinischen Tschetniks von Momčilo Đujić beteiligten sich auf der Seite der Achsenmächte. Ab Mitte Februar führte Draža Mihailović die Hauptmacht der Tschetniks ins Gefecht gegen die Volksbefreiungsarmee. Dazu versammelten sich neben Đujićs Truppen auch die Tschetnik-Verbände von Dobroslav Jevđević, Pavle Đurišić und Bajo Stanišić.
Die Volksbefreiungsarmee kämpfte mit ihrer Hauptgruppe, bestehend aus den Divisionen 1, 2, 3, 7 und 9, sowie mit der 4. Division.

## Kriegsverbrechen
Zwischen Januar und Februar 1943 massakrierten die Đurišić-Tschetniks mindestens 10.000 muslimische Bosniaken in ihrem Operationsgebiet.

## Populärkultur

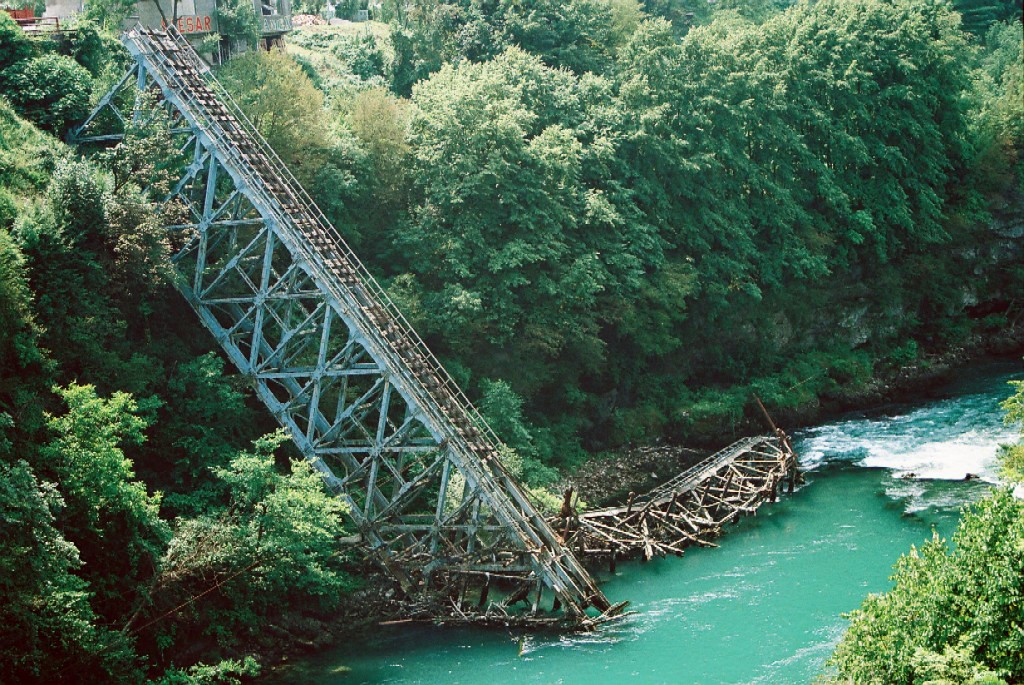
Neubau der Brücke über die Neretva durch die deutsche Wehrmacht. Zerstört 1968 im Zuge der Dreharbeiten für den Kriegsfilm Die Schlacht an der Neretva

Der im Jahre 1969 Oscar-nominierte Kriegsfilm Die Schlacht an der Neretva stellt die Ereignisse Anfang des Jahres 1943 nach.